# Perses von Theben
Perses von Theben war ein griechischer Autor des 4./5. Jahrhunderts v. Chr. Er war der Verfasser einiger Epistogramme, die in der Anthologia Palatina überliefert sind.